# Percichthyidae
Famille

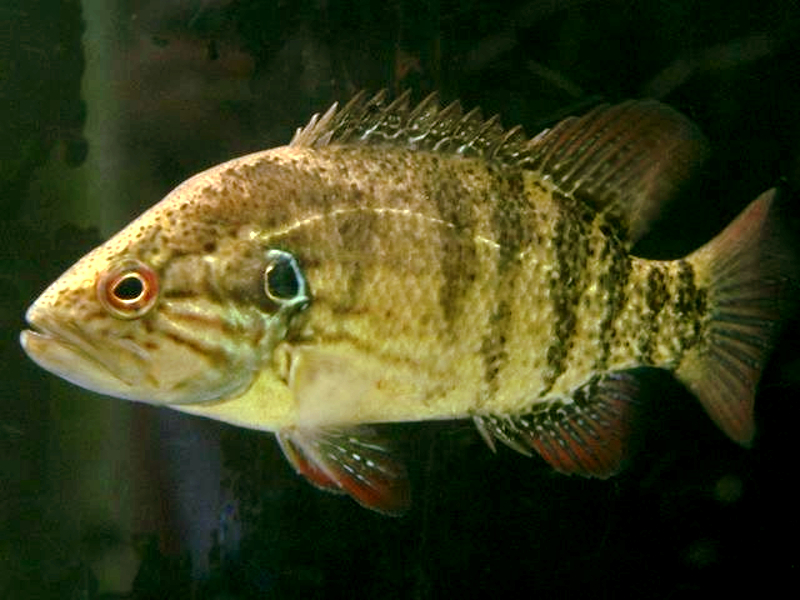
Perche du Japon, Perche japonais - Coreoperca kawamebari

Les Percichthyidae sont une famille de poissons à nageoires rayonnées.

## Liste des genres
Selon ITIS (15 déc. 2015) :
- genre Bathysphyraenops Parr, 1933 (placé par FishBase sous Howellidae)
- genre Bostockia Castelnau, 1873
- genre Coreoperca Herzenstein, 1896
- genre Gadopsis Richardson, 1848
- genre Guyu Pusey et Kennard, 2001
- genre Maccullochella Whitley, 1929
- genre Macquaria Cuvier in Cuvier et Valenciennes, 1830
- genre Nannatherina Regan, 1906
- genre Nannoperca Günther, 1861
- genre Percichthys Girard, 1855
- genre Percilia Girard, 1855 (placé par FishBase sous Perciliidae)
- genre Siniperca Gill, 1862

Selon FishBase (15 déc. 2015) :
- genre Bostockia
- genre Coreoperca
- genre Gadopsis
- genre Guyu
- genre Maccullochella
- genre Macquaria
- genre Nannatherina
- genre Nannoperca
- genre Percichthys
- genre Siniperca

Selon Paleobiology Database (4 mars 2019) :
- genre † Cyclopoma Agassiz[5], 1833